# Jack Allan (Fußballspieler, 1883)
John Thomas „Jack“ Allan (* 16. Januar 1883 in South Shields; † unbekannt) war ein englischer Fußballspieler.

## Karriere
Allan spielte Anfang des 20. Jahrhunderts für den FC Bishop Auckland, einen der führenden Amateurklubs Englands. Er gewann mit dem Verein 1900 den FA Amateur Cup durch einen 5:1-Erfolg über Lowestoft Town, 1902 stand er bei einer 1:5-Niederlage gegen die Old Malvernians erneut im Finale des wichtigsten Amateurwettbewerbs im englischen Fußball. Im Mai 1904 wurde er Profi und spielte fortan für Manchester United in der Football League Second Division. Bei seinem Ligadebüt erzielte er gegen Burslem Port Vale zwei Treffer und zeichnete sich im weiteren Saisonverlauf regelmäßig als Torschütze aus. Am Saisonende verpasste United auf dem dritten Tabellenplatz liegend nur knapp den Aufstieg in die First Division, ein Ergebnis zu dem Allan mit 16 Treffern in 27 Einsätzen beigetragen hatte. Zur folgenden Saison verstärkte sich Manchester im Offensivbereich mit Clem Beddow, Jack Picken, Charlie Sagar und Enoch West erheblich, so dass es für Allan, trotz seiner Leistungen aus der Vorsaison, zumeist nur zu Einsätzen in der Reservemannschaft reichte. 
Dort spielte der eigentlich auf der Mittelstürmer oder rechten Halbstürmerposition beheimatete Allan als Mittelläufer, eine Position die ihm nicht behagte. Erst gegen Ende der Saison 1905/06 kam er nochmals für die erste Mannschaft zu einer Serie von drei Einsätzen, in denen er fünf Treffer erzielte. Am Saisonende stieg Manchester nach zwölf Jahren wieder in die First Division auf, in der Allan im Oktober 1906 bei drei Einsätzen ohne Torerfolg blieb und sich einige Zeit später reamateurisieren ließ, um sich wieder seinem vorherigen Klub Bishop Auckland anzuschließen.